# Ewolucja języka
Ewolucja języka – proces polegający na przeobrażaniu się słownictwa i struktury gramatyki danego języka pod wpływem zmian w społeczności językowej (myślowych, ekonomicznych, kulturalnych) lub innych czynników.
W ewolucji językowej wyróżniane są dwie przeciwstawne tendencje:
- dyferencjacja – rozwarstwianie się języka podstawowego na mniejsze kody komunikacyjne[1];
- integracja – stopniowe ujednolicanie się odrębnych języków, pojawianie się na ich gruncie wspólnych cech[1]; scalanie się dialektów[2].

Tempo ewolucji językowej nie jest zawsze jednakowe: w zależności od okresu dochodzi do dużych albo niewielkich zmian. Tempo zmian zależy też od płaszczyzny języka, np. słownictwo jest bardziej chwiejne od struktury dźwiękowej. Zmiany językowe są przeważnie niezauważalne dla jednostki. Ich świadectwem może być współistnienie w języku wariantów.
Wypracowano kilka koncepcji tłumaczących historyczną zmienność języka:
- koncepcja dywergentnego rozwoju – języki spokrewnione, wywodzące się ze wspólnego prajęzyka, powstają w wyniku migracji przedstawicieli wspólnoty prajęzykowej;
- teoria falowa – innowacje powstają w pewnym środowisku, rozchodząc się jak fale po wrzuceniu kamienia do wody; dochodzi również do nakładania się fal pochodzących z różnych epicentrów;
- koncepcja systemowa – innowacje kształtują się pod wpływem tendencji do zachowywania równowagi i wypełniania brakujących miejsc w systemie;
- koncepcja substratowa – język ludności napływowej czerpie materiały z języka pierwotnych mieszkańców danego terenu.

Przed powstaniem naukowego językoznawstwa istniał pogląd, że ewolucja językowa jest procesem negatywnym, prowadzącym do degeneracji języka. Z czasem zaczęto jednak uważać, że język dostosowuje się do potrzeb operującej nim społeczności; nie chodzi zatem o zjawisko ujemne. Spontanicznej ewolucji podlega każdy naturalny język żywy, wraz z powstawaniem nowych realiów i potrzeb komunikacyjnych. Ewolucja następuje również jako odpowiedź na przemiany w innych obszarach systemu językowego.
Brytyjski językoznawca David Crystal porównuje ewolucję językową do poziomu oceanu, który zmienia się wraz z wahaniami przypływów i odpływów: poziom wody nieustannie się zmienia, trudno jednak mówić o rozwoju w dłuższej perspektywie. W podobny sposób język nie dąży do lepszego ani gorszego stanu, nie upada ani nie rozkwita, lecz podlega zmianom, nie zmierzając przy tym w żadnym przewidywalnym kierunku. Języków na osi ewolucji nie można zatem oceniać w kategoriach doskonałości.
Trudno wyrokować o tym, czy istnieje jakakolwiek kierunkowość w ewolucji języka, jeśli chodzi o złożoność jego struktur; próby stwierdzenia czegoś takiego są obarczone spekulacjami. Można przyjąć, że język nie staje się ani prostszy, ani bardziej złożony, lecz po prostu przechodzi zmiany. Niekiedy uważa się, że szeroka ekspansja niektórych języków (np. międzynarodowego angielskiego) sprzyja uproszczeniu ich morfosyntaktyki, gdyż dochodzi do (niedoskonałego) uczenia się ich przez osoby dorosłe.